# Bójka
Bójką (art. 158 kk) w rozumieniu prawa karnego jest starcie fizyczne pomiędzy co najmniej trzema osobami, z których każda jednocześnie atakuje i broni się, zawierające poważny ładunek przemocy stwarzający niebezpieczeństwo utraty życia człowieka lub wystąpienia ciężkiego bądź średniego uszczerbku na zdrowiu. Nie jest bójką starcie dwóch osób. Ich zachowanie może natomiast stanowić inne przestępstwo, jak np. naruszenie nietykalności cielesnej, spowodowanie uszczerbku na zdrowiu, narażenie człowieka na niebezpieczeństwo, a nawet zabójstwo.
Sąd Najwyższy bardzo szeroko interpretuje pojęcie udziału w bójce przyjmując, że sprawcą jest nie tylko osoba, która zadaje ciosy drugiej stronie, lecz także ten, kto w trakcie bójki zachęca innych do walki, ale sam czynnie w niej nie uczestniczy.
Z uwagi na dynamiczny charakter bójki, może się ona po pewnym czasie przekształcić w pobicie.

## Okoliczności zaostrzające odpowiedzialność karną (typy kwalifikowane)
- skutek w postaci nieumyślnego spowodowania średniego lub ciężkiego uszczerbku na zdrowiu bądź śmierci (art. 158 § 2 i 3 kk)
- użycie broni palnej, noża lub innego podobnie niebezpiecznego przedmiotu (art. 159 kk)